# Sierra de Montejunto
El Paisaje Protegido de la Sierra de Montejunto es una zona protegida, creada en 1999, que se caracteriza por su vegetación de interés nacional y el valor de su fauna, entre las que se hallan especies amenazadas, así como por su valor en términos geológicos. El Paisaje Protegido tiene una dimensión territorial de 4847 hectáreas y se extiende sobre los municipios de Cadaval y de Alenquer. En términos administrativos comprende parcialmente seis localidades (3 en cada municipio).